# Владимировка (Острогозький район)
Владимировка (рос. Владимировка) — хутір в Росії, Острогозькому районі Воронезької області. Входить до складу Дальнеполуб'янського сільського поселення.
Населення становить 152 особи за даними перепису 2010 року (165 на 1.10.2005, 185 — 2000 року).

## Історія
Станом на 1886 у колишній власницькій слободі, центрі Владимировської волості, мешкало 1203 особи, налічувалось 179 дворових господарств, існували православна церква, школа, лавка, 21 вітряний млин.

## Населення
| 1886 | 2000 | 2005 | 2010 |
| ---- | ---- | ---- | ---- |
| 1203 | ↘185 | ↘165 | ↘152 |